# Patrick Bertrand
Pour les articles homonymes, voir Bertrand (patronyme).
Patrick Bertrand, né en août 1954 à Lyon, est un dirigeant d'entreprises  français. Il est directeur général de la société Cegid de 2002 à 2017. Il est également cofondateur de l'AFDEL (l'Association française des éditeurs de logiciels) qu'il a présidée pendant six ans.

## Formation
Patrick Bertrand est diplômé de l'Institut d'études politiques de Paris et titulaire d'une licence en droit.

## Carrière

### Cegid
En 1977, il s’oriente vers le secteur bancaire et rejoint le Crédit chimique, établissement financier filiale des groupes Pechiney et Total, où il a exercé en tant qu’attaché de direction puis fondé de pouvoirs. 
Son parcours professionnel se poursuit au sein d’Eurafrep, qu’il rejoint en 1983,  société cotée, filiale de recherche pétrolière du groupe Lazard, où il exerce les fonctions de secrétaire général adjoint et de directeur financier dès 1983.
En 1988, il intègre le groupe français Cegid (Compagnie européenne de gestion par l'informatique décentralisée), éditeur de logiciel de gestion, créé cinq ans plus tôt par Jean-Michel Aulas, président-directeur général. Il exerce d’abord les fonctions de directeur financier puis de directeur général adjoint pour être finalement nommé directeur général en 2002. Il détermine et pilote désormais la stratégie du groupe Cegid aux côtés du président, Jean-Michel Aulas et crée peu après, avec d’autres éditeurs, l’AFDEL, première instance de représentation des éditeurs de logiciels en France.

### Entrepreneuriat
Depuis de nombreuses années[Quand ?], il encourage la création d’entreprise en se portant capital-risqueur, en particulier pour des start-up du secteur des TIC. Il est également l’un des cofondateurs et membres du groupe de Business Angels "Seed4Soft", fond d’amorçage d’éditeurs de logiciels créé le 24 mars 2011 et s’investit dans des programmes d’aide à la création d’entreprises pour conseiller les jeunes porteurs de projet, tels qu’ « Entrepreneurs dans la ville », lancé conjointement par l’association Sport dans la Ville et l’école de management EM Lyon.

### Autres fonctions actuelles
- Directeur général de ICMI, société de portefeuille des investissements personnels de Jean-Michel Aulas
- Membre du conseil d’administration, du comité d’audit et du comité d’investissements d’OL Groupe
- Membre du conseil d’administration d’Expert & Finance (Société de gestion de patrimoine)
- Membre du conseil de surveillance d’Altaprofits (société de vente d’assurance-vie sur internet)
- Membre du conseil d’administration de la FIEEC
- Cofondateur et membre de Seed4Soft
- Président du conseil d'administration de Lyon French Tech

### Autres fonctions passées
- Cofondateur de l'AFDEL qu'il a présidée pendant six ans de 2006 à 2012
- Président du Conseil national du numérique (CNN) par décret du président de la République Nicolas Sarkozy en date du 27 avril 2011[5]. Il remplace Gilles Babinet en avril 2012 à la présidence du CNN[6].
- Administrateur, président du groupe Rhône-Alpes et ancien vice-président de la DFCG (Association nationale des directeurs financiers et des contrôleurs de gestion)
- Membre du comité d'engagement de Crealys, incubateur public de Lyon financé par le ministère de la Recherche, la région Rhône-Alpes et le Grand Lyon
- Membre du bureau de l'association Lyon Place financière et tertiaire